# Miquel Alcanyís
Miquel Alcanyís (en catalan) ou Miguel Alcañiz (en espagnol) est un peintre de Valence actif entre 1408 et 1447. Il a peint dans le style gothique international.

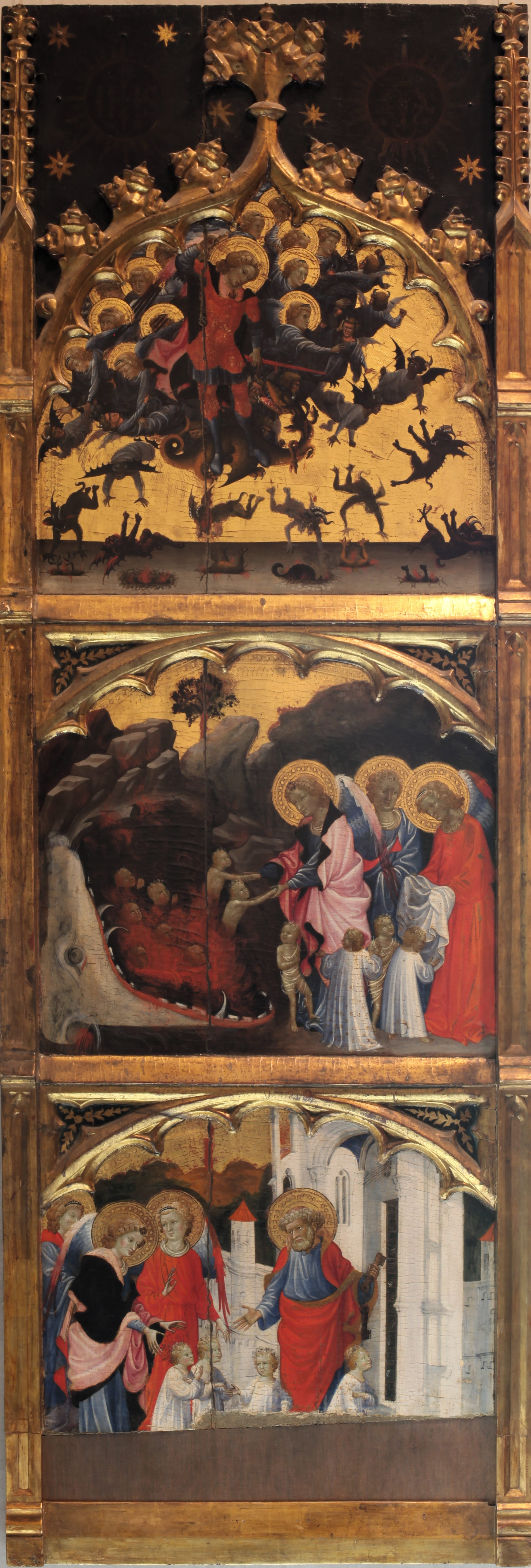
Légende de Saint Michel
Musée des beaux-arts de Lyon

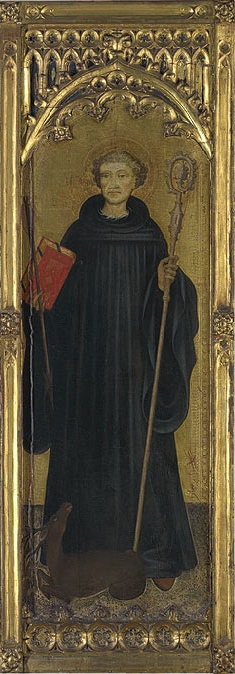
Saint Gilles
Metropolitan Museum of Art.

## Biographie et œuvres
Jusqu'à son identification, ses œuvres étaient attribuées à un maître anonyme appelé Maître de Gil y Pujades qui a peint les murs de la chapelle majeure de la cathédrale Sainte-Marie de Valence (1432), le retable de la Sainte Croix conservé au musée des beaux-arts de Valence et les panneaux latéraux d'un retable de Saint Michel conservé au Musée des beaux-arts de Lyon (vers 1421). Selon José Gudiol Ricart, l'auteur d'une série de retables regroupés sous l'appellation de Maestro de Gil y Pujades.... s'identifie selon toute vraisemblance avec le peintre Alcañiz embauché en 1421.
Il a probablement été se former à Florence en 1422. Certains historiens d'art l'ont assimilé avec le Maestro del Bambino Vispo. Le retable de la Sainte Croix de Valence est stylistiquement proche de Gherardo Starnina et iconographiquement du cycle de la Sainte Croix peint par Agnolo Gaddi en 1380.
Il a été associé avec Francesc Serra qui appartenait à une famille de peintres catalans, Francesc, Jaume, Pere et Joan, fils Berenguer Serra.
Il a également travaillé avec Andreu Marçal de Sax au grand Retable de Saint Georges du Centenar de la Ploma conservé au Victoria and Albert Museum de Londres. Ce retable est dit du Centenar de la Ploma, parce que commandité afin de commémorer la bataille du Puig de Cebolla par la compagnie des cent arbalétriers chargés d'escorter et de protéger la bannière du royaume de Valence. Une étude de 2011 attribue les panneaux centraux et le plus célèbre à Miquel Alcanyís tout en incluant Andreu Marçal de Sax et d'autres peintres comme collaborateurs de certains des panneaux qui composent cette œuvre,. 
En 1434, Alcanyís se rend à Majorque, où il peint les œuvres attribuées au Maître d'Alcudia : les panneaux du presbytère de Alcudia (1442), le Retable de la Miséricorde du couvent de la Conception et le diptyque Veronica conservé au musée archéologique de Majorque ,.